# روميرال (بركان)
روميرال (بالإسبانية: Volcán Romeral) هو بركان جامد يقع في دولة كولومبيا.

## الجغرافيا
يقع بركان روميرال الطبقي الذي يتألف من طبقات أنديسيتية إلى داسيتية في الطرف الشمالي من سلسلة براكين رويز-توليما شمال غرب بركان سيرو برافو، وشرق مدينتي نيرا وأرانزازو. وقد أنتج رواسب خفاف بلينية صغيرة تغطي محيطه إلى الشمال الغربي. وتفصل بين رواسب الخفاف طبقة تربة يرجع تاريخها إلى حوالي 8460 و7340 سنة قبل الميلاد باستخدام الكربون المشع.

## تاريخ

### التاريخ الانفجاري
لا توجد معلومات حول ثوران هذا البركان؛ لكن بناء على المعطيات العلمية يؤكد العلماء أن هذا البركان لازال في وضع شبه نشط.